# Gaspar de la Huerta
Pour les articles homonymes, voir Huerta (homonymie).

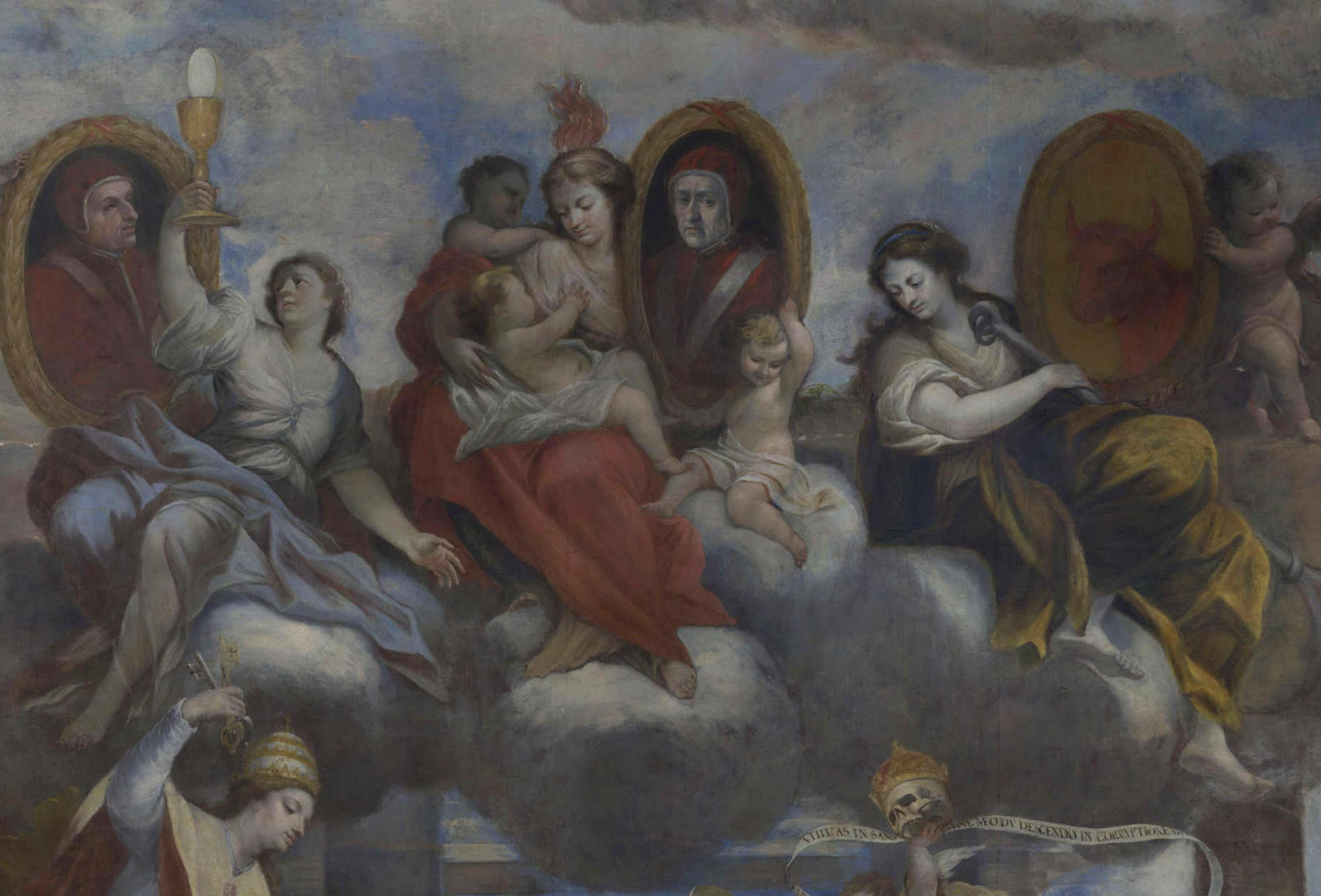
Theological Virgues, Golden Gallery, Palis ducal de Gandía.

Gaspar de la Huerta, né à Campillo de Altobuey le 9 septembre 1645 et mort à Valence le 18 décembre 1714, est un peintre baroque espagnol.

## Biographie
Élève du peintre d'images pieuses Jesualdi Sanchez Masot, il commence par copier des estampes et des tableaux avant d'entreprendre ses propres œuvres. Il épouse la fille de Jesuladi Sanchez Masot, Pascuala, dont il aura deux enfants (le premier meurt en bas âge). Les commandes qu'il obtient lui permettent d'acquérir une fortune qu'il lègue aux pauvres et à l'ordre des Franciscains. 
Pour les Franciscains, il peinte le Jubilé de la Porciuncula. 
Mort à Velence, il est inhumé au couvent de San Francisco.
Ses œuvres sont conservées à Valence, Segorbe et Caudiel. 